# Roald Hoffmann
Roald Hoffmann (ur. 18 lipca 1937 w Złoczowie) – polsko-amerykański chemik żydowskiego pochodzenia, laureat Nagrody Nobla w dziedzinie chemii (1981).

## Życiorys
Urodził się w żydowskiej rodzinie inż. Hillela Safrana i Clary z d. Rosen w Złoczowie w Polsce (obecnie Ukraina). Otrzymał imię na cześć norweskiego badacza Roalda Amundsena.
W czasie II wojny światowej w 1941 r. Złoczów znalazł się pod okupacją niemiecką. Ponieważ sytuacja stawała się coraz bardziej niebezpieczna, a więźniowie byli przenoszeni do obozów zagłady, rodzina przekupiła strażników, aby umożliwić ucieczkę. Roalda wraz z matką i wujostwem uratowali przed Zagładą sąsiedzi Mykoła i Maria Diuk, ukrywając ich przez kilkanaście miesięcy (w 2007 r. zostali za to odznaczeni pośmiertnie jako Sprawiedliwi wśród Narodów Świata). Za ukrywanie rodzina Diuków otrzymała wynagrodzenie, co Roald w wywiadzie podsumował: "Inni brali złoto i wydawali Żydów, więc to nie umniejsza jego [Mykoła] zasług. Ryzykował życie swoje, żony i trójki dzieci". Jego ojciec przebywał w obozie pracy przymusowej i został zamordowany przez Niemców w 1943 r. jako współorganizator próby ucieczki. Po wojnie w Krakowie matka Roalda związała się z Naftalim Marguliesem (także ocalałym z Zagłady), a później rodzina kupiła w Niemczech papiery na nazwisko Hoffmann. W 1949 roku rodzina Hoffmanów wyemigrowała do Stanów Zjednoczonych.
W 1955 roku ukończył Stuyvesant High School, a w 1958 roku Uniwersytet Columbia. W 1962 roku uzyskał stopień naukowy doktora chemii, pracując pod kierunkiem laureata Nagrody Nobla, Williama Lipscomba.
Zajmował się chemią teoretyczną. W 1968 został profesorem Uniwersytetu Cornella w Ithace w USA. Jest członkiem m.in. National Academy of Sciences i American Academy of Arts and Sciences. Prowadził prace w zakresie teorii reakcji chemicznych – wraz z R.B. Woodwardem (laureatem Nagrody Nobla w dziedzinie chemii w 1965 r.) opracował reguły dotyczące reakcji pericyklicznych (tzw. reguły Woodwarda-Hoffmanna) i rozszerzył je na reakcje jonowe.
W 1981 roku otrzymał (niezależnie od Ken’ichiego Fukuia) Nagrodę Nobla w dziedzinie chemii. W 1998 r. został pierwszym laureatem Medalu im. Włodzimierza Kołosa. W 2017 r. został wybrany na członka zagranicznego PAN (Wydział III Nauk Ścisłych i Nauk o Ziemi).
Hoffmann jest też pisarzem i poetą, autorem zbiorów poezji The Metamict State (1987) i Gaps and Verges (1990) oraz książek popularnonaukowych z dziedziny chemii. Współprowadził program The World of Chemistry prod. PBS.
Żonaty z Evą Börjesson. Ma z nią syna Hillela Jana i córkę Ingrid Helen.